# Нильссон, Юсефин
Моника Эмма Юсефин Нильссон (швед. Monica Emma Josefin Nilsson; 22 марта 1969 — 29 февраля 2016) — шведская певица и актриса.

## Биография
Юсефин Нильссон родилась на острове Готланд в Нере. Была дочерью художника и композитора Аллана Нильссона. Её старшая сестра Мари Нильссон Линд была вокалистской женской группы Ainbusk.
23 марта 1993 года был выпущен дебютный и единственный сольный альбом певицы  Shapes. Все песни к альбому были сочинены Бенни Андерссоном и Бьёрном Ульвеусом. Бенни Андерссон также выступил продюсером альбома. В 2005 году выступила на конкурсе Melodifestivalen (шведский национальный отборочный конкурс на «Евровидение») с песней «Med hjärtats egna ord».
Также она играла в готландской фолк-поп-группе Ainbusk.
В 1995 году свою кавер-версию на песню певицы «Surprise, Surprise» сделала эстонская певица Нэнси под названием «Sa muutsid kõik».
Скончалась в своём доме на Готланде 29 февраля 2016 года за три недели до своего 47-летия.

## Дискография

### Альбом
- Shapes (1993)

### Синглы
- «Heaven and Hell» (1993)
- «High Hopes and Heartaches»
- «Where the Whales Have Ceased to Sing»
- «Surprise, Surprise»
- «Med hjärtas egna ord» (2005)
- «Jag saknar dig ibland med Ainbusk» (2008)

## Фильмография
| Год  | Название                          | Роль     |
| ---- | --------------------------------- | -------- |
| 1996 | Juloratoriet                      |          |
| 1997 | Adam & Eva                        | Ева      |
| 2000 | Det blir aldrig som man tänkt sig | София    |
| 2002 | Chess                             | Светлана |